# Coppa dei Laghi-Trofeo Almar
De Coppa dei Laghi-Trofeo Almar is een voormalige eendaagse wielerwedstrijd in de Italiaanse provincie Varese. De wedstrijd werd in 2015 voor het eerst georganiseerd en maakte twee seizoenen deel uit van de UCI Nations Cup U23, in de categorie 1.Ncup.
De Italiaanse renner Gianni Moscon won de eerste editie. Vanaf 2017 was de koers weer onderdeel van de Italiaanse nationale kalender, waarbij enkel Italiaanse beloften mochten deelnemen.